# Notiphila freyi
Notiphila freyi är en tvåvingeart som beskrevs av Nina Krivosheina 2001. Notiphila freyi ingår i släktet Notiphila och familjen vattenflugor.
Artens utbredningsområde är Filippinerna. Inga underarter finns listade i Catalogue of Life.